# Mizunami
Mizunami (japanisch 瑞浪市, -shi) ist eine japanische Stadt in der Präfektur Gifu auf der Insel Honshū. Sie befindet sich südöstlich der Präfekturhauptstadt Gifu am Fluss Tokigawa.

## Geschichte
Mizunami war die Basis der Toki in der Muromachi-Zeit, als sie die militärische Gouverneure dieses Gebiets waren. Heute ist Mizunami ein Zentrum der Porzellan- und Keramikherstellung, vor allem im westlichen Stil für den Export.
Mizunami wurde am 1. April 1954 zur Stadt.

## Geographie
Mizunami liegt westlich von Ena.
Der Fluss Kiso fließt durch die Stadt von Nordosten nach Nordwesten.

## Verkehr
- Straße:
  - Chūō-Autobahn
  - Nationalstraße 19
  - Nationalstraße 21
  - Nationalstraße 363,419
  - Nakasendō
- Zug:
  - JR Chūō-Hauptlinie

## Bildung
Mizunami besitzt 7 Grund-, 7 Mittel- und 3 Oberschulen (Reitaku Mizunami Mittel- und Oberschule, Chūkyō-Oberschule und die Präfekturoberschule Mizunami). Die höhere Bildung wird durch das Chūkyō Junior College (中京短期大学, Chūkyō-tankidaigaku) abgedeckt.

### Städtepartnerschaften
Mizunami unterhält eine Städtepartnerschaft mit dem deutschen Selb.

## Weblinks

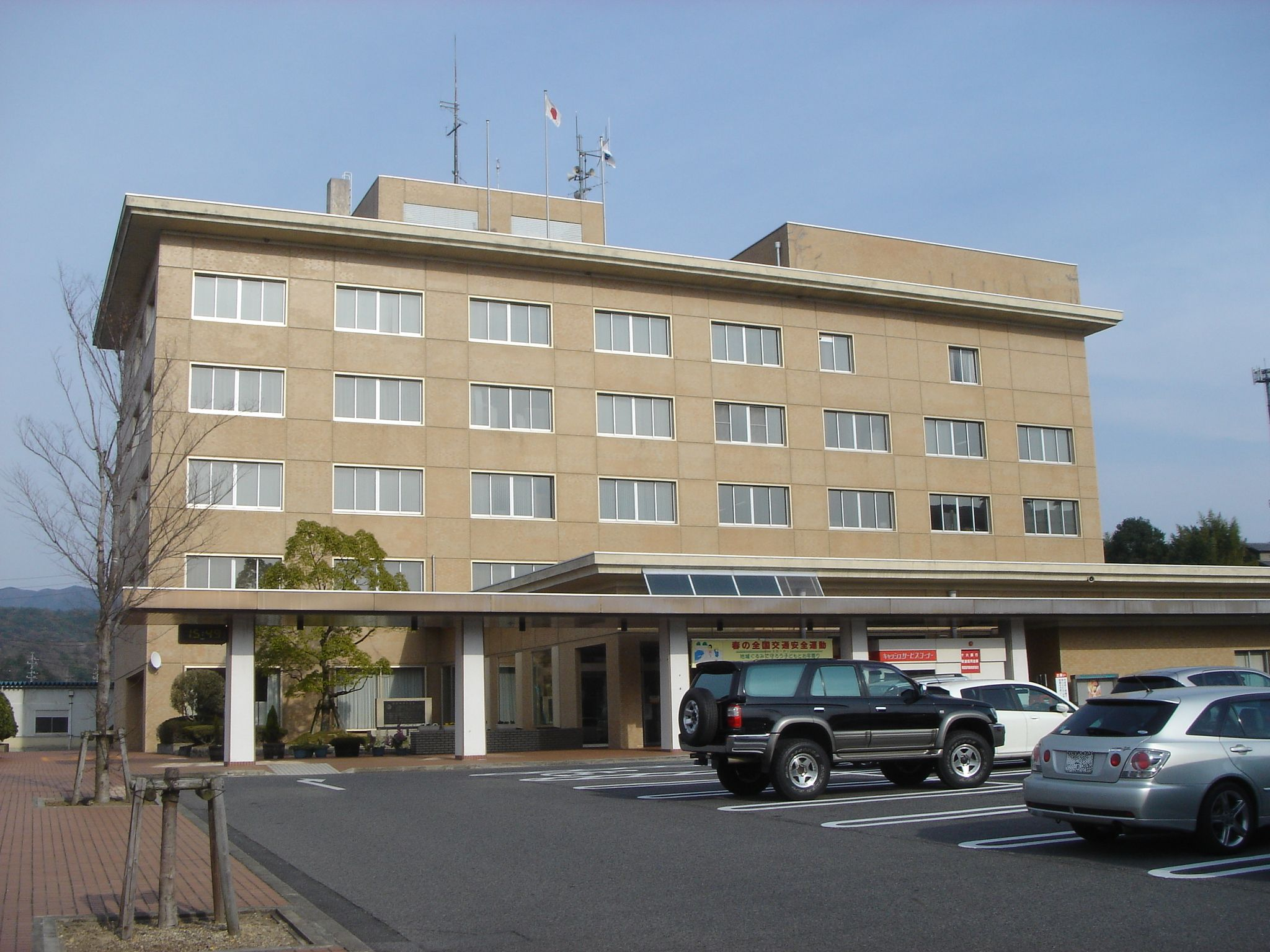
Rathaus von Mizunami

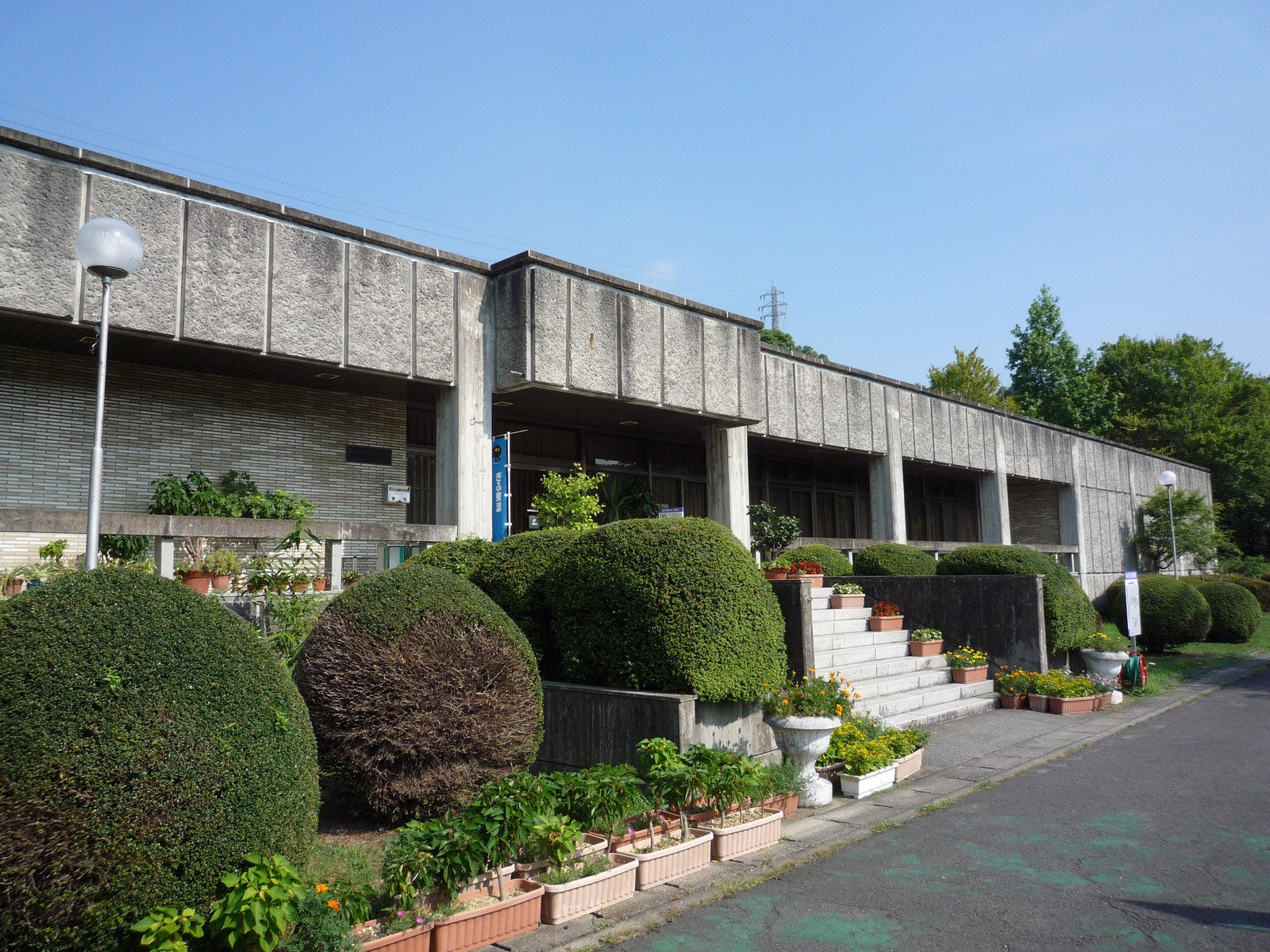
Fossilienmuseum der Stadt Mizunami

## Angrenzende Städte und Gemeinden
- Präfektur Gifu
  - Toki
  - Ena
  - Mitake
  - Yaotsu
- Präfektur Aichi
  - Toyota